# Iwangorod
Iwangorod (ros. Ивангород, est. Jaanilinn, niem. Johannstadt) – miasto w Rosji w obwodzie leningradzkim na prawym brzegu Narwy.
Znajduje się tu stacja kolejowa Iwangorod-Narwskij – rosyjska stacja graniczna na granicy z Estonią, położona na linii Petersburg – Tallinn.

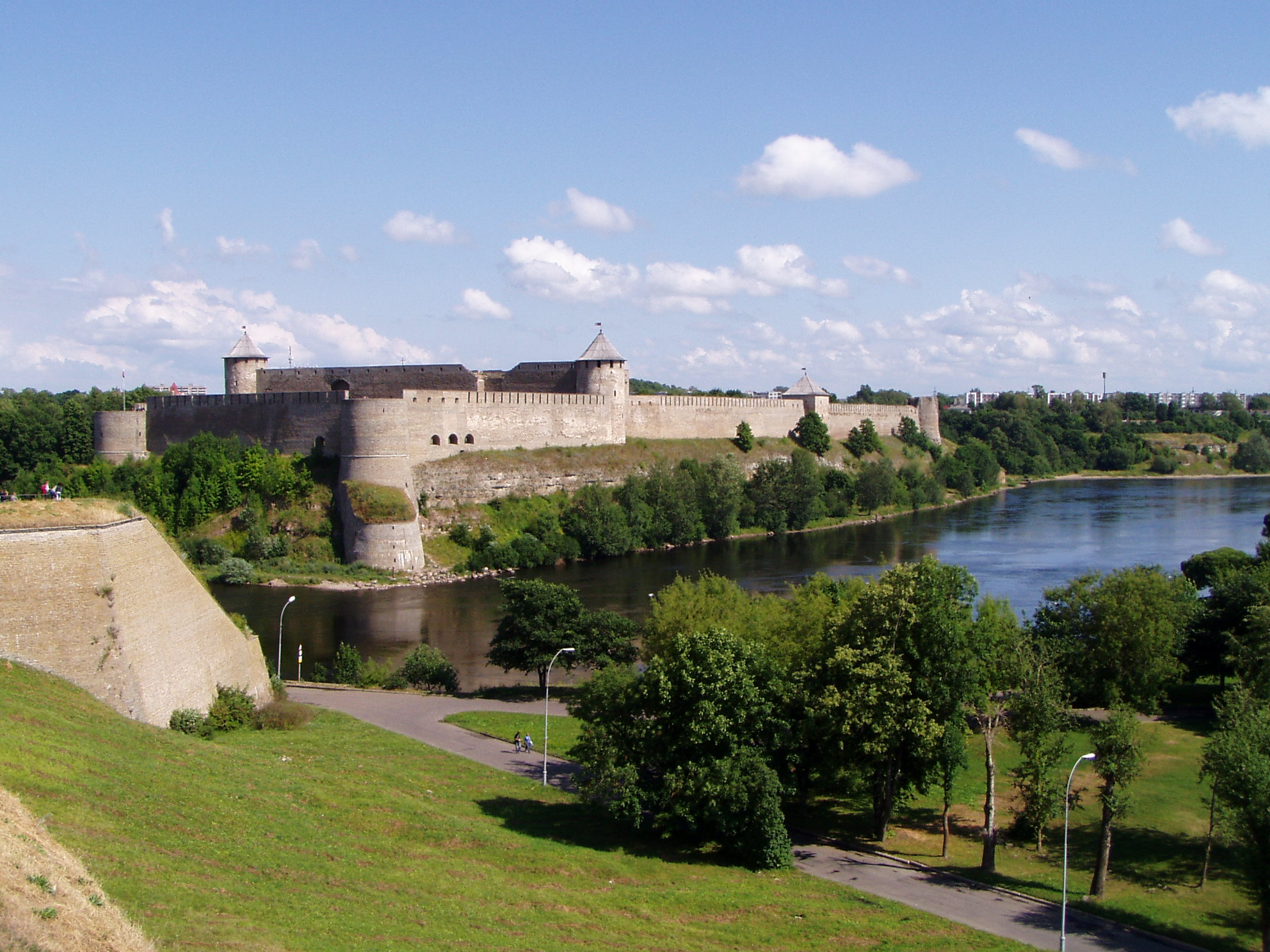
Twierdza w Iwangorodzie

## Historia
Do 1945 roku część Narwy, w okresie międzywojennym należał do Estonii. Po II wojnie światowej przyłączony do obwodu leningradzkiego Rosyjskiej FSRR. Od 1954 roku miasto.
W 2003 miasto liczyło 11,9 tys. mieszkańców i zajmowało obszar 7,7 km².
Do 2022 miastem partnerskim Iwangorodu była Kamienna Góra.